# 大森暁美
大森 暁美（おおもり あけみ、1936年〈昭和11年〉1月8日 - ）は、日本の女優である。本名：椎名 暁美。宮城県出身。身長160cm、血液型はB型。特技はジャズダンス。東京理科大学名誉教授の大森英樹は実弟。作家の大森黎は実姉。

## 人物・来歴
短大生だった19歳の時にスカウトされて日活に入社する。
テレビドラマ初出演は1957年である。
翌年から始まった『バス通り裏』にレギュラー陣の1人として出演する（十朱幸代や岩下志麻らを世に出した人気ドラマだった）。番組が終了すると活動の中心を舞台へ移し、子ども向けミュージカルで歌って踊り、1年に200本もの舞台をこなしていたという。
私生活では28歳で結婚、30代半ばで劇団を辞めて一時休業（子供はいない）。
現在はお母さん女優と称され、再び活躍している。

## 出演

### テレビドラマ

#### NHK
- バス通り裏（1958 - 1963年）
- 銀河テレビ小説
  - となりの芝生（1976年） - 秋野静子 役
- 松本清張シリーズ・天才画の女（1980年） - 降田幸子 役
- 連続テレビ小説
  - あぐり（1997年） - 山岡さち 役
  - こころ（2003年） - 朝倉晴子 役
- 大河ドラマ
  - 利家とまつ〜加賀百万石物語〜（2002年） - たけの 役
  - 風林火山（2007年） - 侍女頭・志摩 役
- 四十九日のレシピ（2011年） - 遠藤淑子 役

#### 日本テレビ
- たんぽぽ 第2シリーズ（1975年） -  秦野京子 役
- 俺たちの朝 第28話「母と不良少女とすんません」（1977年） - エツコ 役
- 竹とんぼ（1980 - 1981年） - 及川佳江 役
- 熱中時代 第2シリーズ  - 母親・圭子 役
  - 第2話「二年三組とかわいそうな象」（1980年）
  - 第10話「父母参観日とアフリカのらーめん」（1980年）
  - 第37話「熱中先生 重大な決意」（1981年）
- 源さん（1983年） - 福井圭子 役
- パパ合格ママは失格（1986年） ‐ 川端安江 役
- 夜に抱かれて（1994年） - 村上多恵子 役
- 伝説のマダム（2003年） - 朝倉寿美子 役
- 幸福の王子（2003年） - 安元信江 役
- ラストプレゼント 娘と生きる最後の夏（2004年） - 平木伸子 役

#### TBS
- 砂の器（1962年）※2004年版にも出演
- ザ・ガードマン（1966年）
- もがり笛（1967 ‐ 1968年） ‐ 落合とも子 役
- 初蕾（1973年）
- あたしのものよ（1974 - 1975年） - 下村邦子 役
- 東芝日曜劇場
  - 「式場の微笑」（1975年）
  - サッちゃんきれいになったよ（1977年7月17日、TBS） - 秋山十三子 役
  - びっくり箱（1977年10月9日、TBS） - 秋子 役
  - 「松本清張おんなシリーズ・心の影」（1978年6月4日） -  石岡安子 役
- ポーラテレビ小説「こおろぎ橋」（1978年） - 明子
- 三男三女婿一匹 第2シリーズ（1978年） - 佐々木昌子 役
- 道（1978年） - 長谷部定子 役
- 3年B組金八先生（1979年） - 岡村良子 役
- 野々村病院物語（1981年） - 村岡松江 役
- 2年B組仙八先生（1981 - 1982年） - 桜井先生 役
- 挽歌（1982年）
- 3年B組貫八先生（1982 - 1983年） - 桜井先生 役
- 千春子（1983 - 1984年） - 森井先生 役
- 出逢い・めぐり逢い（1983年） ‐ 井上多恵子 役
- 大家族（1984年） - 立川里子 役
- 黒革の手帖（1984年） - 「燭台」ママ
- セーラー服通り（1986年） ‐ 紺野葉子 役
- 俺たちの時代（1989年） - 岡村良子 役
- ああ結婚（1990年） ‐ 林田絹子 役
- ひとの不幸は蜜の味（1994年）
- ひとりっ子同志（1996年）
- さしすせそ!?（1997年）
- 空への手紙（1999年） - 波田野里子 役
- 直子センセの診察日記（1999年） - 城之内由子 役
- ビューティフルライフ（2000年） - 町田久仁子 役
- 白い影（2001年） - 七瀬千鶴子 役
- たのしい幼稚園（2001年） - 星弓子 役
- ママまっしぐら!（2002年） - 尾崎妙子 役
- First Love（2002年） - 江沢あかり 役
- ケータイ刑事 銭形愛（2002年） - 松井米子 役
- 新しい風（2004年） - 佐倉千代子 役
- 砂の器（2004年） - 「光緑園」園長 ※1962年版にも出演
- よい子の味方（2004年） - 五十嵐多恵 役
- 恋の時間（2005年） - 早川映子 役
- 温泉へ行こう
  - スペシャル（2004年11月10日）[1]
  - （2005年） - 宇田川夫人
- 特命!刑事どん亀（2006年） - 大久保富枝 役
- 砂時計（2007年） - 植草美佐代 役
- 愛のうた!（2007年） - 黒川千歳 役
- 東京少女水沢エレナ（2008年） - 水沢絹子 役
- あんどーなつ（2008年） - 鈴子
- 本日も晴れ。異状なし（2009年） - 平良節子 役
- RESCUE〜特別高度救助隊（2009年） - 古賀美枝子 役
- 特上カバチ!!（2010年） - 木元文子 役
- ハンマーセッション!（2010年） - 野島清子 役
- SPEC〜警視庁公安部公安第五課 未詳事件特別対策係事件簿〜（2010年） - 当麻葉子 役
- SPEC〜零〜（2013年） - 当麻葉子 役
- Dr.DMAT（2014年） - 岸田勝子 役
- 月曜ミステリー劇場
  - 「早乙女千春の添乗報告書15」（2004年） - 町田静子 役
- 月曜ゴールデン
  - 「浅見光彦シリーズ25」（2008年） - 属美代 役
  - 「万引きGメン・二階堂雪17」（2008年） - 岡崎好子 役
  - 「税務調査官・窓際太郎の事件簿19」（2009年） - 桂木文子 役

#### フジテレビ
- 間違いだらけの夫選び（1985年） - 飯塚弥生 役
- 間違いだらけの女磨き（1987年） - 小宮光枝 役
- 抱きしめたい!（1988年） ‐ 吉沢知佳の母 役
- 世にも奇妙な物語
  - 「戦争はなかった」（1991年） - 紺野洋子 役
  - 「心臓の思い出」（2001年） - 佳美の母 役
- 約束の夏（1992年） - 野々村静江 役
- 都合のいい女（1993年） - 水原房子 役
- 最高の片想い（1995年） - 麻生美代子 役
- ナースのお仕事（2000年） - 平尾芳江 役
- 救命病棟24時（2001年） - 和泉喜代 役
- ロケット・ボーイ（2001年） - 小林早苗 役
- 曲がり角の彼女（2005年） - 大島秋子 役
- 今週、妻が浮気します（2007年） - 堂々房子 役
- ラスト・フレンズ（2008年） - 長谷シズエ 役
- サマヨイザクラ（2009年） - 刀根三代子 役
- やっとかめ探偵団（2010年） - 久保田澄子 役
- 花嫁のれん（2010年） - 石倉美也子 役
- それでも、生きてゆく（2011年） - 村上美代 役
- チーム・バチスタ4 螺鈿迷宮（2014年） - 青山加代 役

#### テレビ朝日
- 土曜ワイド劇場
  - 「鉄道捜査官5」（2005年） - 川島君子 役
  - 「100の資格を持つ女〜ふたりのバツイチ殺人捜査〜」（2008年） - 藤井美弥子 役
  - 「ヤメ検の女」（2012年） - 平山滋子 役
- 愛しすぎなくてよかった（1998年） - 高沢光枝 役
- 婚外恋愛（2002年） - 湯浅のぶ子 役
- てるてるあした（2006年） - 林夏江 役
- 松本清張 わるいやつら（2007年） - 樋口美津代 役
- 氷の華（2008年） - 勝本さち 役
- 刑事一代 平塚八兵衛の昭和事件史（2009年） - 佐藤カツヨ 役
- マイガール（2009年） - 室田澄子 役
- 秘密（2010年）
- 告発〜国選弁護人（2011年） - 福田シズ 役
- 悪党〜重犯罪捜査班（2011年） - 藤井佐知代 役
- 犬を飼うということ〜スカイと我が家の180日〜（2011年） - 窪田初枝 役

#### テレビ東京
- てんてこママさん（1964年、東京12チャンネル当時）
- 大江戸捜査網（1977年）

### 映画
- 六人姉妹（1959年） - 葛西節子（長女） 役
- 続六人姉妹（1962年） - 葛西節子（長女） 役
- クレージー作戦 先手必勝（1963年） - 吉村美智子 役
- ミヨちゃんのためなら全員集合!!（1969年） - お菊 役
- ボクの、おじさん（2000年） ‐ 川口照子 役
- KEEP ON ROCKIN'（2003年）
- ぼくはうみがみたくなりました（2009年） - 吉田ハル子 役
- 日本の悲劇（2013年） - 村井良子 役
- 劇場版 SPEC〜結〜 漸ノ篇（2013年） - 当麻葉子 役